# Villarmentero de Campos
Villarmentero de Campos – gmina w Hiszpanii, w prowincji Palencia, w Kastylii i León, o powierzchni 7,68 km². W 2011 roku gmina liczyła 14 mieszkańców.